# Outlandish
Outlandish ist eine dänische Hip-Hop-Band, die 1997 von Isam Bachiri, Lenny Martinez und Waqas Ali Quadri gegründet wurde und sich im Juli 2017 aufgelöst hat. 2019 gründeten Martinez und Quadri Outlandish als Duo neu.

## Geschichte
Die drei ursprünglichen Bandmitglieder sind in Brøndby aufgewachsen, wo sie sich im örtlichen Jugendclub kennengelernt haben. Die Band nahm anfänglich Titel in englischer, spanischer und Urdu auf. Später erweiterte sie ihr Repertoire um dänischsprachige Lieder, die Elemente aus dänischen Revue und Folk- enthielten.
Drei Jahre nach ihrer Gründung erreichten sie mit dem Album Outland's Official in ihrer Heimat den Durchbruch. Nach zahlreichen Auszeichnungen in Dänemark konnte die Band 2003 auch in Deutschland den 1. Platz mit einer Coverversion von Cheb Khaleds Lied Aïcha erreichen. Auch in anderen Ländern kam das Lied in die Charts, in Deutschland und Großbritannien erreichten sie mit dem Titel Guantanamo Platz 31 der Charts. 2004 war es das beste Lied bei den Danish Music Awards.
2007 trat die Band auf dem Concert for Peace in Darfur im Wembley Stadion auf. Das Benefiz-Konzert machte auf die Situation in Sudan aufmerksam (siehe Darfur-Konflikt).
Die Bandmitglieder machen außerdem regelmäßig auf die Situation der Palästinenser aufmerksam. Im Jahr 2003 veröffentliche Outlandish die Single "Look into my Eyes". Das Lied basiert auf einem Gedicht von Gihad Ali, einer amerikanischen Aktivistin. Im Jahr 2023 erreichte das Lied über neun Millionen Streams. Die Band kommentierte diesen Erfolg auf Instagram mit den Worten: "Es ist das einzige Lied, bei dem wir traurig sind, wenn es erfolgreich ist, weil es für immer mit Palästina verbunden ist (...)" 

## Kontroversen
Im Dezember 2006 wurde die Gruppe mit einem sehr strengen Islamverständnis in Verbindung gebracht. Anlass war eine Weihnachtssendung des dänischen Fernsehens (Store Juleshow), bei der die norwegische Sängerin Herborg Kråkevik in einem schulterfreien Kleid auftreten wollte. Outlandish weigerten sich Medienberichten zufolge, zu sehr in Kråkeviks Nähe aufzutreten. Dies wurde vom Boulevardzeitung BT im Zusammenhang damit gebracht, dass zwei der Mitglieder streng religiös sind. Louise Frevert von der rechtskonservativen Dansk Folkeparti stellte im dänischen Parlament eine Anfrage an den Kulturminister zu diesem Ereignis, die unbeantwortet blieb. Kråkevik sprach von einer einvernehmlichen Lösung bei der Show. Outlandish wiesen die Vorwürfe zurück, überhaupt darauf Einfluss genommen zu haben.
Ebenfalls im Dezember 2006 traten Isam Bachiri und Waqas Qaadri bei der großen jährlichen kanadischen muslimischen Veranstaltung "Reviving the Islamic Spirit" auf. Bei dieser Gelegenheit schrieb BT, die Gruppe habe für „extreme Islamisten“ gespielt und bei der Konferenz seien Sätze wie „Die Juden werden ihren Untergang erleben“ gefallen. Die Gruppe wies die Anschuldigungen zurück. Sie erklärte, die Konferenz sei ein friedliches muslimisches Treffen gewesen, dessen Hauptziel es gewesen sei, Integration und friedliche Koexistenz zwischen Muslimen und Nicht-Muslimen in Nordamerika zu schaffen. Einer der Redner auf der Veranstaltung war der jüdische Rabbiner Michael Lerner und der englische Journalist Robert Fisk.
Isam Bachiri soll zudem einen im Februar 2007 freigesprochenen 19-jährigen Terrorverdächtigen moralisch und mit Geschenken unterstützt haben, als dieser im Gefängnis saß. Dies berichtete die dänische Illustrierte Se og hør im Januar 2008. Bei dem Geschenk habe es sich um Sportkleidung gehandelt. Dem Paket habe zudem ein Brief Bachiris beigelegen, in dem er dem Inhaftierten zugeredet haben soll, „auszuhalten“. Auch sei von „typisch dänischem Rassismus“ die Rede gewesen. Der Inhaftierte, dessen Schwester mit Bachiris Bruder verheiratet ist, soll dem dänischen Geheimdienst Politiets Efterretningstjeneste zufolge einen Terroranschlag mit einer Bombe geplant haben.

## Mitglieder
- Isam Bachiri (* 1977 in Kopenhagen) ist marokkanischer Herkunft.
- Lenny Martinez (* 1974 in Honduras) stammt gebürtig aus Honduras.
- Waqas Ali Quadri (* 1976 in Kopenhagen) ist pakistanischer Herkunft.

## Diskografie

### Studioalben
| Jahr | Titel                    | Höchstplatzierung, Gesamtwochen, AuszeichnungChartplatzierungen (Jahr, Titel, Platzierungen, Wochen, Auszeichnungen, Anmerkungen) | Höchstplatzierung, Gesamtwochen, AuszeichnungChartplatzierungen (Jahr, Titel, Platzierungen, Wochen, Auszeichnungen, Anmerkungen) | Höchstplatzierung, Gesamtwochen, AuszeichnungChartplatzierungen (Jahr, Titel, Platzierungen, Wochen, Auszeichnungen, Anmerkungen) | Höchstplatzierung, Gesamtwochen, AuszeichnungChartplatzierungen (Jahr, Titel, Platzierungen, Wochen, Auszeichnungen, Anmerkungen) | Anmerkungen                                                                                            |
| Jahr | Titel                    | DK | DE | AT | CH | Anmerkungen                                                                                            |
| ---- | ------------------------ | --- | --- | --- | --- | --- |
| 2000 | Outland’s Official       | DK19 (1 Wo.)DK | — | — | — | Erstveröffentlichung: 26. April 2000                                                                   |
| 2002 | Bread & Barrels of Water | DK1 Platin · (36 Wo.)DK | DE10 (13 Wo.)DE | AT14 (11 Wo.)AT | CH11 (15 Wo.)CH | Erstveröffentlichung: 9. September 2002                                                                |
| 2004 | Beats, Rhymes & Life     | — | — | — | — | Erstveröffentlichung: 26. April 2004 besteht ausschließlich aus Zusammenarbeiten mit anderen Künstlern |
| 2006 | Closer Than Veins        | DK3 Gold · (25 Wo.)DK | — | — | — | Erstveröffentlichung: 31. Oktober 2005                                                                 |
| 2009 | Sound of a Rebel         | DK5 Gold · (11 Wo.)DK | — | — | — | Erstveröffentlichung: 11. Mai 2009                                                                     |
| 2012 | Warrior // Worrier       | DK2 Gold · (17 Wo.)DK | — | — | — | Erstveröffentlichung: 28. Mai 2012                                                                     |

### Singles
| Jahr | Titel Album                                  | Höchstplatzierung, Gesamtwochen, AuszeichnungChartplatzierungen (Jahr, Titel, Album, Platzierungen, Wochen, Auszeichnungen, Anmerkungen) | Höchstplatzierung, Gesamtwochen, AuszeichnungChartplatzierungen (Jahr, Titel, Album, Platzierungen, Wochen, Auszeichnungen, Anmerkungen) | Höchstplatzierung, Gesamtwochen, AuszeichnungChartplatzierungen (Jahr, Titel, Album, Platzierungen, Wochen, Auszeichnungen, Anmerkungen) | Höchstplatzierung, Gesamtwochen, AuszeichnungChartplatzierungen (Jahr, Titel, Album, Platzierungen, Wochen, Auszeichnungen, Anmerkungen) | Höchstplatzierung, Gesamtwochen, AuszeichnungChartplatzierungen (Jahr, Titel, Album, Platzierungen, Wochen, Auszeichnungen, Anmerkungen) | Anmerkungen                                                                            |
| Jahr | Titel Album                                  | DK | DE | AT | CH | UK | Anmerkungen                                                                            |
| ---- | -------------------------------------------- | --- | --- | --- | --- | --- | -------------------------------------------------------------------------------------- |
| 2002 | Guantanamo Bread & Barrels of Water          | DK1 (12 Wo.)DK | DE31 (6 Wo.)DE | AT49 (6 Wo.)AT | CH34 (4 Wo.)CH | UK31 (2 Wo.)UK | Erstveröffentlichung: 2002 Charteinstieg außerhalb DK nach Wiederveröffentlichung 2003 |
| 2003 | Aïcha Bread & Barrels of Water               | DK— PlatinDK | DE1 Gold · (17 Wo.)DE | AT3 Gold · (20 Wo.)AT | CH1 Gold · (21 Wo.)CH | — | Erstveröffentlichung: 10. Juni 2003                                                    |
| 2004 | Walou Bread & Barrels of Water               | — | DE72 (5 Wo.)DE | — | — | — | Erstveröffentlichung: 2004                                                             |
| 2004 | Man binder os på mund og hånd –              | DK2 (19 Wo.)DK | — | — | — | — | Erstveröffentlichung: 2004                                                             |
| 2009 | Rock All Day Sound of a Rebel                | DK30 (3 Wo.)DK | — | — | — | — | Erstveröffentlichung: 2009                                                             |
| 2009 | Feels Like Saving the World Sound of a Rebel | DK17 Gold · (15 Wo.)DK | — | — | — | — | Erstveröffentlichung: 2009                                                             |
| 2010 | Desert Walk –                                | DK4 Platin + Gold (Streaming) · (13 Wo.)DK                                                                                               | — | — | — | — | Erstveröffentlichung: 2010 DJ Kato feat. Outlandish                                    |
| 2012 | Warrior // Worrier                           | DK3 Platin + Platin (Streaming) · (18 Wo.)DK                                                                                             | — | — | — | — | Erstveröffentlichung: 2012                                                             |
| 2022 | Walou –                                      | DK22 (1 Wo.)DK | — | — | — | — | Erstveröffentlichung: 26. August 2022 mit Burhan G, Stepz & Sivas                      |
| 2022 | Guantanamo –                                 | DK14 Gold · (2 Wo.)DK | — | — | — | — | Erstveröffentlichung: 11. November 2022 mit Icekiid                                    |

Weitere Singles
- 2006: Callin' U (Original: Amr Diab – Tamally Maak)
- 2007: I Only Ask of God (DK: Platin)[18]
- 2007: Look Into My Eyes (DK: Platin)
- 2010: After Every Rainfall Must Come A Rainbow
- 2013: Ready to Love (DK: Gold (Streaming))

## Auszeichnungen für Musikverkäufe
| Goldene Schallplatte - GCC - 2009: für das Album Sound of a Rebel |

Anmerkung: Auszeichnungen in Ländern aus den Charttabellen bzw. Chartboxen sind in ebendiesen zu finden.
| Land/RegionAuszeichnungen für Musikverkäufe (Land/Region, Auszeichnungen, Verkäufe, Quellen) | Gold       | Platin     | Verkäufe | Quellen           |
| -------------------------------------------------------------------------------------------- | ---------- | ---------- | -------- | ----------------- |
| Dänemark (IFPI)                                                                              | 7× Gold7   | 7× Platin7 | 463.000  | ifpi.dk           |
| Deutschland (BVMI)                                                                           | Gold1      | —          | 150.000  | musikindustrie.de |
| Golf-Kooperationsrat (IFPI)                                                                  | Gold1      | —          | 3.000    | ifpi.org          |
| Österreich (IFPI)                                                                            | Gold1      | —          | 15.000   | ifpi.at           |
| Schweiz (IFPI)                                                                               | Gold1      | —          | 20.000   | hitparade.ch      |
| Insgesamt                                                                                    | 11× Gold11 | 7× Platin7 |          |                   |